# Milena Simončič Hren
Milena Simončič-Hren, slovenska ljubiteljska igralka Šentjakobskega gledališča Ljubljana, * 21. november 1919, Trst, Italija, † 15. julij 1995, Ljubljana

## Življenje in ustvarjanje
Emilija Milena Simončič (poročena Hren) se je rodila v Trstu očetu Ivanu, železniškemu uradniku, in materi Mariji. Imela je starejšega brata Lojza. Po drugi svetovni vojni je nastopala v uprizoritvi Medved Antona Pavloviča Čehova, ki so jo igrali na terenu, dobiček pa so namenili v dobrodelne namene Rdečega križa. Med drugim so nastopili tudi v Šentjakobskem gledališču Ljubljana, kjer je vodstvo gledališča opazilo Mileno in jo povabilo na avdicijo, ki jo je uspešno opravila. Njena prva vloga je bila učiteljica Minka v Cankarjevih Hlapcih (premiera decembra 1946), v naslednjih več kot štirih desetletjih pa je ustvarila 119 vlog in nastopila v 2330 ponovitvah ter tako postala ena najvidnejših ljubiteljskih igralk tistega časa. Igrala je vloge različnih žanrov in zahtevnosti – od ljubimk v mladih letih do karakternih vlog v zrelejšem obdobju. Najljubše so ji bile vloge Mete v Tavčarjevem delu Cvetje v jeseni, Veronike Deseniške v istoimenski Župančičevi tragediji, Görnerjeve Pepelke, pa Marsovca v Dobričaninovi komediji Človek z Marsa.
Zelo dejavna ljubiteljska igralka pa ni bila povezana z gledališčem le ustvarjalno; na pomoč je priskočila tudi kot administratorka v upravi šentjakobske gledališke hiše. »Leta 1945 so člani na novo postavili svoj oder, ki jim ga je leta 1943 porušil italijanski okupator. Prvi povojni direktor je postal Miran Petrovčič, Milena Simončičeva mu je priskočila na pomoč pri pisarniških delih, Ančka Grgurevič je skrbela za šentjakobski arhiv in za zapisnike na sejah, Marjan Lombar je opravljal blagajniška dela, odrska dela pa Pavle Jeršin in Franc Vagaja. Ivan Romih, ki je bil hkrati tudi 'hišni' karikaturist, je bil scenski mojster. Vsi ti pa so, po službi, seveda, še nastopali tudi na odrskih deskah.«
Milena Simončič-Hren je sodelovala tudi pri pripravi jubilejnega zbornika ob 50-letnici delovanja Šentjakobskega gledališča. Poročena je bila z Jožefom Hrenom. Umrla je v Ljubljani, kjer je tudi pokopana.
Režiserka, scenografinja in kostumografinja Barbara Kapelj, ki je velik del otroštva preživela v »zaodrju« Šentjakobskega gledališča, ima v spominu duhovito podobo Milene Simončič-Hren: »Poka vice in kadar zamahne z rokami, se posuje na tla pepel njene vedno tleče cigarete.«

### Vzdevek »ljudska umetnica«
Kako velik pečat je v povojni ljubiteljski gledališki dejavnosti pustila Milena Simončič-Hren, pričajo tudi zapisi v jubilejnih zbornikih Šentjakobskega gledališča. Ob 70-letnici delovanja leta 1991 je bilo zabeleženo: »Večina Šentjakobčanov je zelo zelo discipliniranih. Kadar je treba kaj narediti, to store in mednje sodi prav gotovo Milena Simončič-Hrenova. /…/ To je tista Milena, ki je še danes nepozabna Meta v Cvetju v jeseni, ki je bila prefinjen Ariel v prvem šentjakobskem Shakespearu v Viharju … sploh se ne da naštevati številnih vlog, ki bi blestele tudi v vsakem poklicnem gledališču …«
Sama se je odrskega ustvarjanja spominjala takole. »Danes sem 'ljudska umetnica' v pokoju – špasen in satiričen vzdevek, ki mi ga je med nami Šentjakobčani podaril pokojni direktor Miran Petrovčič. Ob premierskih srečanjih me igralci starejše in srednje generacije še zmeraj takole ogovarjajo: 'Glej, glej, ljudska umetnica prihaja!' S kančkom nostalgije se zamislim in priznavam – da, zares ljudska; dopoldne administracija, popoldne vaje pogosto tja v nočne ure, večkrat tudi pomoč pri kostumih za bližajočo se premiero, tudi do prvih zimskih jutranjih ur, ko smo z okna garderobe opazovali prižiganje luči v Plečnikovih stojnicah, pa nervoza, da me doma mogoče že pogrešata mož in najina lovska psička Brina. No, to je bil pač moj problem. Kaj pa drugi? Nisem bila edina, ki bi prispevala za gledališče, bilo jih je več in če ne bi marljivo sodelovala naša in predvsem še prejšnja generacija, ne bi bilo nič. Mislim, da smo postavili dokaj lep in trden temelj temu ljudskemu gledališču, sicer danes v tej lepi stavbi Mestnega doma ne bi bila pritrjena tablica z napisom Gledališče in uprava, kar je napisal s svojim črkopisom še pokojni Lojze Sadar …«
Milena Simončič-Hren je s svojimi odrskimi stvaritvami segla v srce številnim gledalcem. Dramaturg, publicist in prevajalec Vladimir Frantar je o njej zapisal: »Prve predstave za odrasle, ki sem jih začel spremljati od sezone 1953/54, so bile predvsem veseloigre in spevoigre, ki so tedaj napolnjevale dvorano: Nestroyjeva Ah, ta ljubezen šmentana, Lichtenbergovo Veselo popotovanje (strinjam se, da me je v glavni vlogi Inge Hoffmann, 'dame na slabem glasu', popolnoma očarala Milena Simončič, ob njej pa je bil njen kavalir elegantni šentjakobski veteran Milan Košak). /…/ Spominjam se, da sem prvič gledal Cankarjevo komedijo Za narodov blagor prav v Šentjakobskem teatru in predstava – v režiji Balbine Baranović-Battelino – je bila za tiste čase (1957) zelo moderna, prav avantgardna. Ob starejših igralcih so se dobro uveljavili tudi mlajši. Prihajali so vedno novi igralci; nekateri so po nekaj predstavah odšli, veliko jih je ostalo. /.../ Vsakdo od njih je bil samosvoja, nadarjena igralska osebnost. Odšla je Ervina Petrovčič, a ostala je legendarna Milena Simončič in v svojem zadnjem obdobju nastopila tudi v vrsti opaznih manjših, karakternih vlogah.«

## Nagrade
- 1985, jubilejna Linhartova značka za 30 let delovanja
- 1981, red zasluge za narod s srebrno zvezdo (priznanje članom Šentjakobskega gledališča Ljubljana)
- 1981, harlekin I. (ob 60-letnici delovanja Šentjakobskega gledališča Ljubljana)
- 1973, 2000. nastop
- 1971, Linhartova značka
- 1971, maska (priznanje za 25 let gledališke dejavnosti v Šentjakobskem gledališču Ljubljana)
- 1966, 1500. nastop
- 1960, 1000. nastop
- 1957, 500. nastop

## Vloge v Šentjakobskem gledališču (izbor)
- 1949/50, Dundo Maroje (Pera), režija Mirko Mahnič
- 1950/51, Cvetje v jeseni, režija Mirko Mahnič
- 1951/52, Na razpotju, režija Miran Petrovčič
- 1952/53, Hči mestnega sodnika, režija Miran Petrovčič // Ženitev, režija Drago Pogorelc Karus
- 1953/54, Otok in Struga, režija Miran Petrovčič // Hiša v Montevideu, režija Drago Pogorelc Karus // Veselo potovanje, režija Miran Petrovčič
- 1954/55, V soboto se poročim, režija Hinko Košak // Skupno stanovanje, režija Drago Pogorelc Karus
- 1955/56, Divji lovec, režija Miran Petrovčič (S to uprizoritvijo počastijo 85. obletnico rojstva pisatelja F. S. Finžgarja, ki se je gledališču pismeno prisrčno zahvalil za čestitke in uprizoritev.) // Jara meščanka, režija Balbina Baranović-Battelino (S to uprizoritvijo je gledališče proslavilo 150. obletnico rojstva velikega srbskega komediografa Sterije Popovića.)
- 1956/57, Družina Blo, režija Miran Petrovčič
- 1957/58, Za pravdo in srce, režija Miran Petrovčič // Človek z Marsa, režija Drago Pogorelc Karus
- 1958/59, Maškarada, režija Drago Pogorelc Karus // Deseti brat, režija Viktor Molka
- 1959/60, Ujež, režija Miran Petrovčič // Otok in Struga, režija Miran Petrovčič // Važno je imenovati se Ernest, režija Miran Petrovčič
- 1960/61, Hvarčanka (Dobra, služabnica pri Poloni), režija Mirko Mahnič (Predstava je imela izreden uspeh.)
- 1965/66, Sneguljčica, režija Drago Pogorelc Karus
- 1971/72, Opalo ima vsakdo rad (Opala Kronkie), režija Jože Vozny
- 1972/73, George Dandin (gospa de Sotenville), režija France Penko
- 1982/83, Hvarčanka (Barbara), režija Jurij Souček, Alja Tkačev
- 1984/85, Medvedek na obisku (Aha), režija Peter Ovsec
- 1988/89, Vsi, ki smo ga imeli radi (Gina), režija Peter Militarov
- 1993/94, Ukradeni princ in izgubljena princeska, režija Alen Jelen